# Taliesin West
Pour les articles homonymes, voir Taliesin (homonymie).
Taliesin West, située près de Scottsdale en Arizona,  était la résidence d'hiver de l'architecte américain Frank Lloyd Wright. Elle est maintenant le siège de la Frank Lloyd Wright Foundation.
La villa est inscrite au Registre national des lieux historiques depuis le 12 février 1974 et est désignée National Historic Landmark le 20 mai 1982. Le bâtiment est également inscrit sur la liste éditée par l'American Institute of Architects des 17 bâtiments à préserver comme exemple des contributions de Frank Lloyd Wright à l'architecture américaine.
Taliesin, sa maison d'été construite en 1911 et parfois appelée Taliesin East, est située à Spring Green dans le Wisconsin.